# گوتسانو
گوتسانو (به ایتالیایی: Gozzano) یک کومونه در ایتالیا است که در استان نووارا واقع شده‌است.

## خصوصیات
گوتسانو ۱۲٫۵ کیلومترمربع مساحت و ۵٬۹۴۹ نفر جمعیت دارد و ۳۶۷ متر بالاتر از سطح دریا واقع شده‌است.